# اتفاق القاهرة 2012

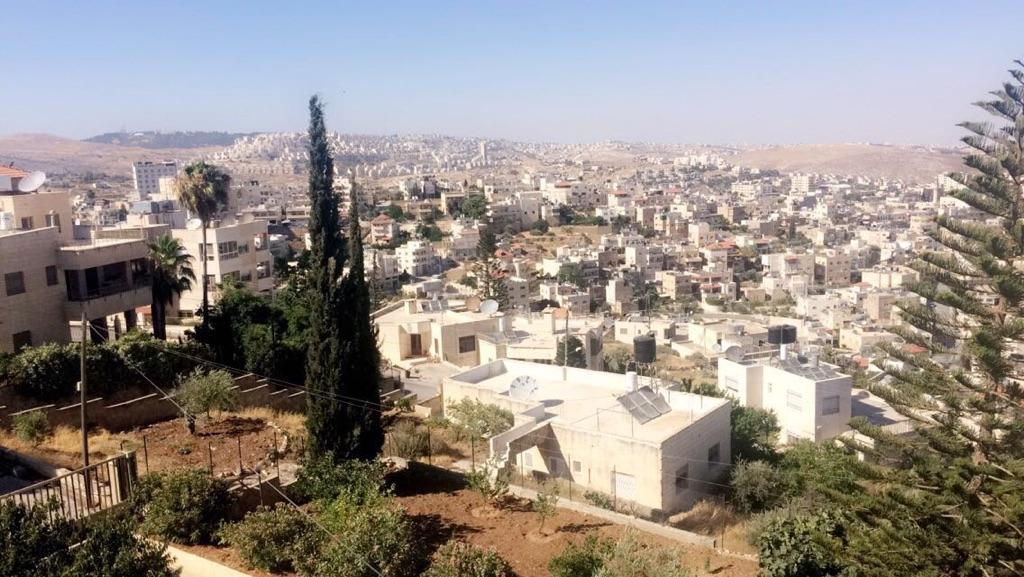
بيت لحم، فلسطين.

اتفاق فتح - حماس القاهرة 2012 كان اتفاقا للمصالحة بين حركة فتح الوطنية الفلسطينية الحاكمة وحركة حماس الإسلامية التي تحكم حاليا قطاع غزة. تم التوقيع عليه في مايو 2012 من قبل رئيس حركة فتح محمود عباس وزعيم حماس خالد مشعل وكان الهدف من الاتفاق تشكيل حكومة مؤقتة استعدادا لانتخابات حكومة فلسطينية جديدة. ومع ذلك سرعان ما حل الاتفاق ولم تتخذ خطوات المصالحة الرئيسية حتى يناير 2013.

## الخلفية
بدأ الصراع الإسرائيلي والفلسطيني في عام 1948 عندما أنشئت دولة إسرائيل. كلا الجانبين يقاتلان على نفس الأرض ولن يتخلى عن الأرض ببساطة لأن الأرض ذات معنى ديني أعمق للفلسطينيين والإسرائيليين على السواء. تسيطر إسرائيل حاليا على الأرض ولها حدود وقواعد صارمة على الإسرائيليين أن يتبعوها. على الرغم من أن إسرائيل هي التي تسيطر عليها فإنها لا تستطيع أن تدفع الشعب الفلسطيني إلى الخروج من الأرض حتى تنوي إخراجهم عن طريق إساءة معاملتهم على أمل أنهم سوف يفرون من الأرض. هذه معركة مستمرة من أجل السلطة ويبدو أن القرار القريب. توصل الجانبان إلى اتفاقات مختلفة عديدة في الماضي ولكنهما لم يلبثا على الإطلاق ولا تزال المعركة من أجل السلطة مستمرة.
تواصلت التوترات بين الأحزاب السياسية فتح وحماس منذ عام 2007. كانت المشاكل بين الطرفين كثيرة ولكن هناك حجج حول كيفية التعامل مع إسرائيل. كتب حماس من أي نوع من التسوية مع إسرائيل معتبرا أنه لا ينبغي أن يكون لها الحق في الوجود في المقام الأول في حين وافقت حركة فتح في الماضي للعمل مع إسرائيل. في 8 فبراير 2007 وقعت حماس وفتح اتفاق مكة-فتح. في أبريل 2011 وقعوا اتفاقا في القاهرة كان ينوي إنهاء نزاع فتح وحماس. في 7 فبراير 2012 وقع الطرفان اتفاق الدوحة في العاصمة القطرية الدوحة ووضع محمود عباس على رأس حكومة انتقالية من التكنوقراط المستقلين المكلفة بتنظيم الانتخابات في وقت لاحق في عام 2012. بيد أن الاتفاق فشل في التنفيذ. كانت الاتفاقات الأخرى التي حاولت سد السلام بين الطرفين في اتفاق 2011 القاهرة والاتفاق بين فتح وحماس مكة المكرمة واتفاق الدوحة عام 2012 واتفاقية مخيم الشاطئ 2014.

## الاتفاق
في 20 مايو 2012 وقعت حماس وفتح اتفاقا آخر في القاهرة وهذه المرة للتحضير لإجراء انتخابات للحكومة الجديدة في الضفة الغربية وغزة. اتخذت الاتفاقية الجديدة خطوات لتنفيذ اتفاق الدوحة وحركة فتح السابق بما في ذلك تسجيل الناخبين الجدد في قطاع غزة وتشكيل حكومة مؤقتة من 27 مايو. لم يتمكن أي من الطرفين من التوصل إلى حل توفيقي مع طلبات بعضهما البعض. أخذت حركة فتح القضية مع حماس حول سلطة هذا الأخير في قطاع غزة مشيرة إلى أن حماس يجب أن تتخلى عن بعض سيطرتها. حماس من ناحية أخرى لن توافق على حل وسط طالما استمرت حركة فتح في استرضاء إسرائيل. تم وقف الاتفاق حتى مايو 2012 بسبب توقف الطرفين عن العمل. انتهت المفاوضات بشأن الاتفاق بسبب استمرار الخلافات بين الطرفين.